# محامي المدينة
محامي المدينة (City Attorney)هو المنصب الذي يمكن أن يأتي صاحبه بالانتخاب أو التعيين في الحكومة المدنية والبلدية في الولايات المتحدة. ومحامي المدينة هو المحامي (أو الوكيل القانوني) الممثل للمدينة أو البلدية. في بعض البلدات الصغيرة، عادة ما يقوم بمهمة محامي المدينة محام يعمل في القطاع الخاص ولا يتعامل إلا مع المسائل الحكومية. وفي البلدات أو المدن الأخرى، قد يباشر أيضًا الجرائم البسيطة. كما يتعامل محامي المدينة مع جميع المسائل القانونية للمدينة، من مخالفات المرور والدعاوى القضائية المدنية إلى العمل بوصفه مستشارًا عامًا يقدم استشارات قانونية للدوائر الحكومية بالمدينة.

## عمله
وقد تتضمن مناطق التركيز:
دعاوى *مدنية ضد المدينة (مثل الدعاوى ضد شرطة المدينة)
- دعاوى جنائية - مباشرة الجنح والانتهاكات (غالبًا ما يباشر دعاوى الجنايات المحامي العام للمنطقة أو المحامي العام للدولة أو المحامي العام للكومنولث)
- الشؤون العقارية - الإزعاج المرتبط بالمخدارت/الكحول، أو السكن غير اللائق أو إنفاذ القانون